# PMI (industria)
Información para fabricación de producto o PMI por las siglas de su nombre en inglés (Product Manufacturing Information) es un estándar que se utiliza en el diseño asistido por computador (CAD) en 3D y para proyectos de colectivos de desarrollo de componentes para fabricación.

## Características
El PMI dispone de capacidades para incluir:
- Datos geométricos y de tolerancias
- Cotas en 3D (texto) y dimensiones
- Acabados superficiales
- Especificaciones de materiales

Algunas aplicaciones de CAD utilizan otros nombres para referirse al PMI, como "Tolerancias y Dimensionado Geométrico" (GD&T, Geometric Dimensioning and Tolerancing) o "Tolerancias Funcionales y Cotas" (FT&A, Functional Tolerancing and Annotation).
Los estándares industriales que definen el PMI incluyen:
- ASME Y14.41: definición de especificaciones de producto
- ISO 1101: representación de especificaciones utilizando un modelo tridimensional

Existen diferentes soluciones comerciales que intentan unificar la forma en que se visualiza el PMI en las diferentes aplicaciones de CAD.
Las cotas de PMI se crean el modelo 3D, asociadas a aristas y caras, de modo que esta información puede ser posteriormente utilizada por otros procesos o departamentos. Aunque los datos de PMI puede utilizarse para generar las cotas en un plano 2D tradicional, es habitual que los datos sean visualizados por los demás procesos o departamentos directamente en el modelo 3D, ya sea en otras aplicaciones CAD o mediante una aplicación de visualización, reduciendo la necesidad de planos.
Algunos programas de software de fabricación asistida por ordenador (CAM, Computer-Aided Manufacturing) pueden utilizar directamente esta información. Del mismo modo, los departamentos de aseguramiento de la calidad pueden utilizar los datos PMI para validaciones dimensionales.

## Estándares
El estándar usado para definir PMI es el ISO 1101:2004 Especificación geométrica de productos (GPS). Tolerancia geométrica. Tolerancias de forma, orientación, localización y alabeo (ISO 1101:2017). (Ratificada por la Asociación Española de Normalización en abril de 2017).